# Orli Znojmo
L'Orli Znojmo' (in italiano Aquile Znojmo) è una squadra di hockey su ghiaccio della Repubblica Ceca che attualmente milita nel Campionato di terza divisione ceca (2. česká hokejová liga). Il club ha sede a Znojmo e gioca presso la Nevoga Arena.

## Storia
Dal 1999 fino al 2009 il club giocava nell'Extraliga ceca (massimo risultato ottenuto un terzo posto nella stagione 2005/06). Il primo aprile 2009 il club vendette la propria licenza a giocare nell'Extraliga ad un altro club della Moravia, l'HC Kometa Brno e si iscrisse in Prima Liga (la lega inferiore all'Extraliga). Due anni dopo, il 31 maggio 2011, l'Orli Znojmo ha annunciato la propria iscrizione nel campionato austriaco.
Il club ha cambiato più volte denominazione nel corso della sua storia:
- 1933 - TJ Sokol Znojmo
- 1993 - SK Agropodnik Znojmo
- 1997 - HC Excalibur Znojemští Orli
- 2001 - HC JME Znojemští Orli
- 2006 - HC Znojemští Orli
- 2009 - Orli Znojmo